# Atanzón
Atanzón település Spanyolországban, Guadalajara tartományban. Atanzón Aldeanueva de Guadalajara, Valdegrudas, Caspueñas, Valdeavellano, Guadalajara, Lupiana és Centenera községekkel határos. Lakosainak száma 85 fő (2024).

## Népesség
A település lakosságának változását az alábbi diagram mutatja:
| Lakosok száma | 94   | 105  | 112  | 92   | 104  | 82   | 83   | 100  | 100  | 85   |
|               | 2001 | 2004 | 2006 | 2009 | 2011 | 2014 | 2016 | 2019 | 2021 | 2024 |